# Nicolás Marcelo Méndez
Nicolás Marcelo Méndez (Buenos Aires, 2 de noviembre de 1992) es un jugador argentino de voleibol que se desempeña en el club Baniyas, de los Emiratos Árabes. Además, fue internacional con Argentina.
Formó parte del plantel de los Juegos Olímpicos de Tokio 2020 que obtuvo la medalla de bronce.

## Carrera deportiva
Méndez tuvo su debut con la Selección mayor en la Liga Mundial de Voleibol de 2019.
A nivel de liga profesional, debutó en 2008 en el Palma Volley. En 2009 pasó a jugar en la Liga Argentina de Voleibol en River Plate, luego Bolívar, MSM Bella Vista y UNTreF. Desde 2014 hasta el 2024 jugó en la Liga Francesa, pasando por Arago de Sète, GFC Ajaccio, Montpellier UC, Paris Volley y Tours VB. Actualmente se encuentra en el Baniyas, de los Emiratos Árabes.

## Vida personal
Su padre, Marcelo Méndez fue voleibolista y es el actual entrenador de la Selección masculina de voleibol de Argentina.